# فريدرخ فيلهلم (ناخب براندنبورغ)
فريدرش فيلهلم (Friedrich Wilhelm؛ 16 فبراير 1620 - 29 أبريل 1688) ناخب براندنبورغ ودوق بروسيا -وبالتالي حاكم براندنبورغ بروسيا - من سنة 1640 حتى وفاته. من آل هوهنتسولرن، يعرف شعبياً بلقب «الناخب الكبير» لبسالته العسكرية والسياسية. كان فريدرش فيلهلم أحد أعمدة القوية للعقيدة الكالفينية، ومرتبط مع الطبقة التجارية الصاعدة. رأى أهمية التجارة وروج لها بقوة. منحت إصلاحاته الداخلية الذكية بروسيا موقفاً قوياً في النظام السياسي ما بعد صلح وستفاليا في شمال ووسط أوروبا، وتحقق رُقي بروسيا من دوقية إلى مملكة في عهد خلفه فريدرش الأول.

## السيرة الذاتية
ولد الناخب فريدرش فيلهلم في برلين إبناً لغيورغ فيلهلم، ناخب براندنبورغ وإليزابت شارلوت بالاتينات. ورث حكم كل من: مرغريفية براندنبورغ ودوقية كليفه وكونتية مارك ودوقية بروسيا.

## السياسة الخارجية
كان غيورغ فيلهلم قد سعى خلال حرب الثلاثين عاما من أجل الحفاظ بجيش صغير على التوازن الدقيق بين القوات البروتستانتية والكاثوليكية المتصارعة في جميع أنحاء الإمبراطورية الرومانية المقدسة. من هذه البدايات الهزيلة تمكن فريدرش فيلهلم من إعادة بناء أراضيه التي دمرتها الحرب. في حين زعزعت النزاعات الدينية الشؤون الداخلية للدول أوروبية أخرى، تمتعت براندنبورغ بروسيا بسياسة التسامح الديني التي اعتمدها فريدرش فيلهلم. وبنت جيشاً للدفاع عن البلاد بدعم فرنسي. في الحرب الثانية الشمالية أجبر على قبول التبعية الإقطاعية السويدية لدوقية بروسيا وفقا لشروط معاهدة كونيغسبرغ (1656)، ولكن كما استمرار الحرب نجح في بسط سلطانه الكامل على الدوقية بروسيا في معاهدات لابياو، وهلاو، برومبرغ وأوليفا، جاعلاً من ولاءه للإمبراطور الروماني المقدس فقط لممتلكاته الإمبراطورية.
في صراع من أجل ميراث بومرانيا، تكبد فريدرش فيلهلم انتكاستين، واحدة في الحرب الشمالية وأخرى في حرب سكانيا. رغم النجاح العسكري في بومرانيا السويدية، كان عليه أن ينصاع لمطالب فرنسا بأن يرجع مكاسبه إلى السويد بموجب معاهدة سان جرمان (1679).

## مسيرته العسكري

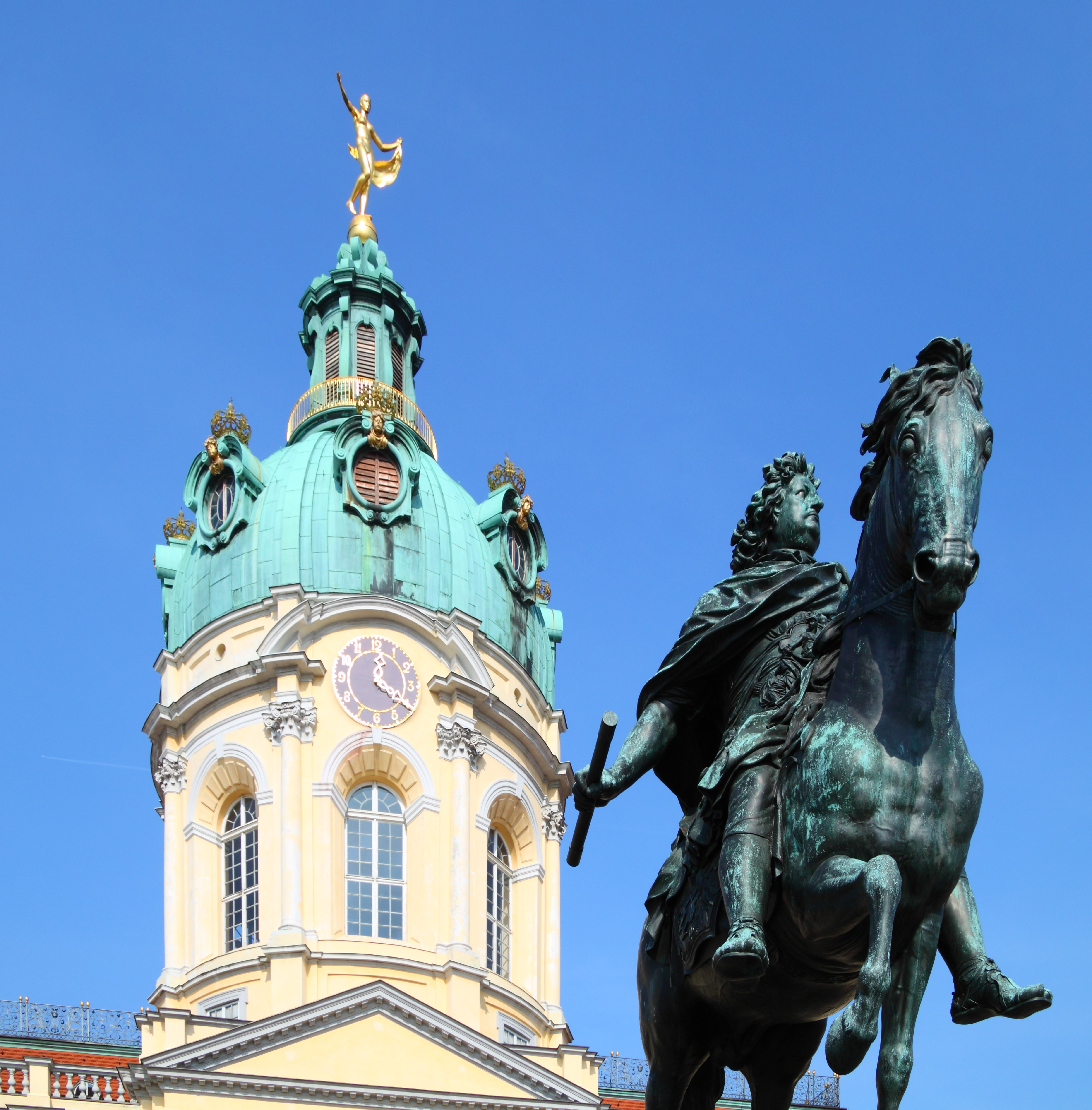
تمثال فريدرش فيلهلم في قصر شارلوتنبورغ، برلين

كان فريدرش فيلهلم قائد عسكري ذو شهرة واسعة، وأصبح جيشه النظامي فيما بعد نموذجا للجيش البروسي. اشتهر بانتصاره بالاشتراك مع القوات السويدية في معركة وارسو (1656)، والتي، وفقا لهايو هولبورن وضعت علامة «بداية التاريخ العسكري البروسي»، ولكن السويديين تحولوا عليه بإعاز من لويس الرابع عشر ملك فرنسا وغزوا براندنبورغ. بعد مسيرة 250 كيلومترا في 15 يوما رجوعاً إلى براندنبورغ، أخذ السويديين على حين غرة وألحق الهزيمة بهم في معركة فيربيلين، فدمر أسطورة الجيش السويدية الذي لا يقهر. ودمر لاحقاً جيشاً سويدياً آخر غزا دوقية بروسيا خلال رحلة الزلاجة العظمى سنة 1678. عـُرف باستعماله للتعليمات العامة والتفويض بصنع القرار لقادته، والأمر الذي صار فيما بعد أساس المذهب العسكري الألماني «تكيك المهمة» (Auftragstaktik)، كما عـُرف باستخدامه للتنقل السريع لهزيمة خصومه.

## السياسة المحلية
فريدرش فيلهلم بارزة لرفع جيش من 40,000 جندي بحلول 1678، من خلال مفوضية الحرب العامة برئاسة يواكيم فريدرش فون بلومنتال. كان من دعاة الإتجارية والاحتكارات والإعانات والتعريفات والتحسينات الداخلية. بعد أن ألغى لويس الرابع عشر مرسوم نانت، شجع فريدرش فيلهلم أصحاب المهارات من الفرنسيين الوالونيين والهوغونوتيين على هجرة إلى براندنبورغ بروسيا مع مرسوم بوتسدام، تقوية القاعدة الصناعية والتقنية للبلاد. بناءً على مشورة بلومنتال وافق على إعفاء النبلاء من الضرائب في المقابل وافقوا هم على حل الحيازات العامة. كما بسـّط التنقل في براندنبورغ ودوقية بروسيا عبر ربط الأنهار بالقنوات، وهو نظام وسعه معماريون بروسيون لاحقون مثل غيورغ شتينكه، ولا يزال النظام معمولاً به حتى اليوم.

## زيجتيه

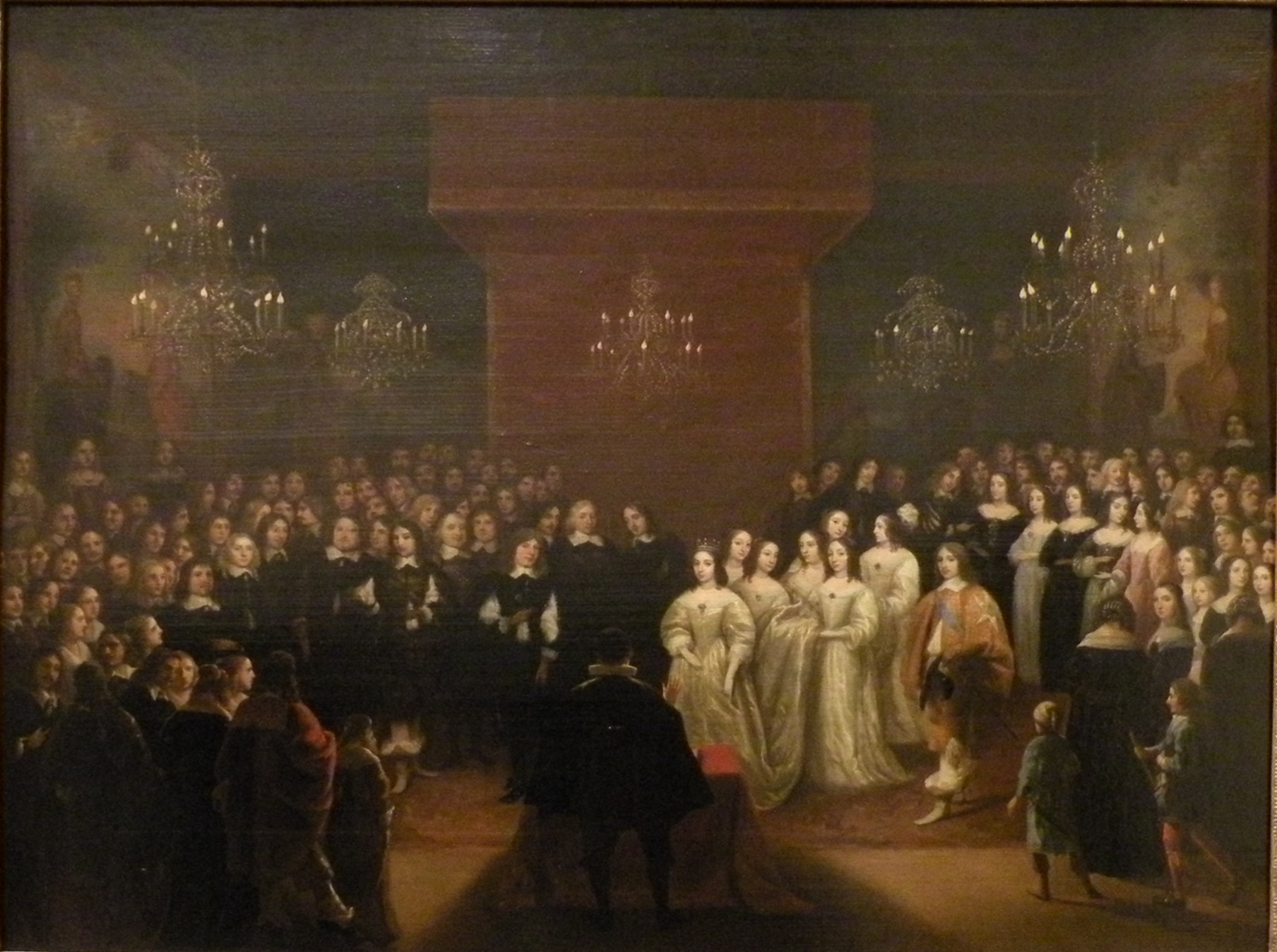
حفل زفافه سنة 1646 بريشة يوهانس ميتنس.

في 7 ديسمبر 1646 في لاهاي، تزوج فريدرش فيلهلم باقتراح من فون بلومنتال كحل جزئي لمسألة يوليش بيرغ، من لويز هنرييت من ناساو (1627-1667)، ابنة هنري فردريك هندرك، أمير أوراني وأماليه زولمس براونفلس وهي حفيدة فيلم الصامت، وقد رُزقا الأبناء التالين:
1. فيلهلم هاينريش (1648-1649)،
2. كارل إميل براندنبورغ (1655-1674)،
3. فريدرش الأول ملك بروسيا (1657-1713)، خلفه،
4. أماليه (1656-1664)،
5. هاينريش (1664-1664)،
6. لودفيش (1666-1687)، تزوج من لودفيكا كارولينا راديفيو.

في 13 يونيو 1668 في غرونينغن، تزوج فريدرش فيلهلم دوروتيا صوفي، ابنة فيليب، دوق شليسفيش هولشتاين سوندربورغ غلوكسبورغ وصوفي هيدفيش ساكسونيا لاونبورغ. وقد رُزقا الأبناء التالين:
1. فيليب فيلهلم، مرغريف براندنبورغ شفلت (1669-1711)،
2. ماريا أماليا براندنبورغ شفلت (1670-1739) تزوج من:
  1. كارل مكلنبورغ، ابن أدولف غوستاف، دوق مكلنبورغ
  2. موريتس فيلهلم ابن موريتس، دوق ساكسونيا تسايتس
3. ألبرشت فريدرش (1672-1731)،
4. كارل (1673-1695)،
5. إليزابت صوفي (1674-1748)، تزوجت من كريستيان إرنست، دوق براندنبورغ بايرويت (6 أغسطس 1644 - 20 مايو 1712) في 30 مارس 1703.
6. دوروتيا (1675-1676)،
7. كريستيان لودفيش (1677-1734)، الذي أهداع الموسيقار باخ كونشرتوات براندنبورغ.

## وصلات خارجية
- فريدرش فيلهلم، ناخب براندنبورغ على موقع الموسوعة البريطانية (الإنجليزية)